# Нефёдов, Олег Матвеевич
Оле́г Матве́евич Нефёдов (25 ноября 1931, Дмитров, Московская область — 28 июля 2023, Москва) — советский и российский химик. Академик РАН, АН СССР (с 1987 года). Работал в Институте органической химии имени Н. Д. Зелинского РАН. Советник РАН. Профессор и заведующий кафедрой фундаментальных проблем химии Химического факультета МГУ им. М. В. Ломоносова (с 2009). Лауреат Государственной премии РФ и двух Государственных премий СССР.
Специалист в области органической и элементоорганической химии. Имеет более 3000 цитирований своих работ. Индекс Хирша — 23.

## Биография
В 1954 году окончил МХТИ им. Д. И. Менделеева. В том же институте окончил аспирантуру и защитил кандидатскую диссертацию «Металлорганической синтез и свойства 1-алкилнафталинов и 1’, 1’-ди-(1-нафтил)-алканов состава С17- С28» (1957). С 1957 года являлся сотрудником Института органической химии имени Н. Д. Зелинского РАН, с 1968 года заведовал там лабораторией химии карбенов и малых циклов, с 2004 года возглавлял отдел химии нестабильных молекул и малых циклов.
В 1967 году защитил докторскую диссертацию «Исследование в области химии карбенов и некоторых их аналогов» по специальности «органическая химия». Профессор и заведующий кафедрой фундаментальных проблем химии химического факультета МГУ им. М. В. Ломоносова (с 2009 года).
15 марта 1979 года избран членом-корреспондентом АН СССР по Отделению общей и технической химии (физическая химия), академик АН СССР c 23 декабря 1987 года (с 1991 года — академик РАН). В 1988—1991 годах — академик-секретарь Отделения общей и технической химии АН СССР, в 1988—2001 годах занимал должность вице-президента АН СССР (с 1991 года — Российской академии наук); с 2001 года — советник РАН. Народный депутат СССР от Академии наук в 1989—1991 годах, в 1990—1991 годах являлся членом ЦК КПСС.
В 1992 году подписал «Предупреждение человечеству».
Председатель Национального комитета российских химиков и Координационного совета РАН по химическим наукам. Руководитель программы фундаментальных исследований ОХНМ РАН «Теоретическое и экспериментальное изучение природы химической связи и механизмов важнейших химических реакций и процессов». Член Бюро ОХНМ РАН, входил в состав Бюро и Исполкома Международного союза теоретической и прикладной химии (1999—2007), почётный член Королевского химического общества (Великобритания) и Китайского химического общества, член Академии Европы, член Европейской академии наук и искусств, иностранный член Национальной академии наук Украины и АН Грузии.
Главный редактор журналов «Известия РАН. Серия химическая» (1991—2017), «Успехи химии» (1995—2017) и «Mendeleev Communications» («Менделеевские сообщения», 1991—2019). Является одним из организаторов и председателем Высшего химического колледжа РАН (с 1990).
Скончался 28 июля 2023 года. Похоронен в Москве на Троекуровском кладбище (участок 35).

## Научные достижения
Крупный специалист в области органической и элементоорганической химии. Разработал основы современной химии карбенов и их аналогов, в частности, разработал методы создания и стабилизации этих короткоживущих молекул, провёл изучение их структуры и основных свойств, исследовал реакционную способность и механизмы превращений, открыв ряд новых реакций и получив неизвестные ранее соединения, в том числе первый стабильный гермациклопропен с псевдоароматическими свойствами.
Провёл ряд исследований в области химии диазосоединений, циклопропанов и циклопропенов. В частности, провёл детальное изучение циклопропанирования моно- и полинепредельных соединений под действием диазосоединений в присутствии комплексов переходных металлов. На основе этих исследований в дальнейшем были предложены новые методы синтеза производных циклопропана и циклопропена, а также полициклических углеводородов. Вместе с другими специалистами разработал технологичные способы получения высокоэнергетических полициклических углеводородов с уникальными физико-химическими характеристиками. В частности, было создано производство циклина — высокоэффективного синтетического горючего для ракетно-космической техники, использовавшегося в изделиях серии «Луна», «Венера» и других.
В лаборатории О. М. Нефёдова был разработан оригинальный метод введения фтора в ароматическое ядро, основанный на циклоприсоединении фторгалогенкарбенов и полифторолефинов к ненасыщенным углеводородам с последующей термической изомеризацией фторсодержащих циклопропанов и циклобутанов. Этот метод сделал относительно легко доступными целый класс химических соединений: моно- и полифторароматический соединений, в том числе ключевых для ряда лекарственных препаратов.
Является руководителем крупной научной школы. Подготовил более 70 кандидатов и докторов наук.
Автор около 700 научных публикаций, 5 монографий и 150 авторских свидетельств.

## Награды
- Лауреат двух Государственных премий СССР (1983 и 1990 годы), Государственной премии Российской Федерации в области науки и техники (2001)[5] и премии Правительства Российской Федерации в области образования (2006)[6].
- Лауреат Международной премии им. А. П. Карпинского (1993), премии им. Н. Н. Семёнова (1991), премии им. Н. Д. Зелинского (1987), премии РАН им. А. М. Бутлерова (2003), специальной премии АН СССР и Венгерской академии наук (1988).
- Награждён орденом Октябрьской Революции, орденом «Знак Почёта», орденом Трудового Красного Знамени, орденом «За заслуги перед Отечеством» III степени (1999)[7].
- Благодарность Президента Российской Федерации (20 апреля 2007 года) — за большой вклад в отечественную науку в области химии и многолетнюю плодотворную деятельность[8].
- Награждён Золотой медалью им. Д. И. Менделеева (1998).
- Демидовская премия (2014)[9].
- Почётный профессор РХТУ им. Д. И. Менделева (2002)[10].

### Редакторская деятельность
- Воспоминания об академике Григории Алексеевиче Разуваеве: [Химик / Рос. АН]; Отв. ред. О. М. Нефёдов. — 2-е изд. — М. : Наука : Фирма «Наука-химия», 1994. — 351,[1] с., [1] л. портр.: ил.; 22 см. — (Серия «Учёные России. Очерки, воспоминания, материалы»); ISBN 5-02-001599-7.